# Słowaccy posłowie do Parlamentu Europejskiego 2019–2024
Słowaccy posłowie IX kadencji do Parlamentu Europejskiego zostali wybrani w wyborach przeprowadzonych 25 maja 2019, w których wyłoniono 13 deputowanych. W 2018 zaplanowano przyznanie Słowacji 1 dodatkowego mandatu (w ramach rozdzielenia części mandatów przynależnych Wielkiej Brytanii), jednak procedura jego obsadzenia została opóźniona w związku z przesunięciem daty brexitu i przeprowadzeniem wyborów również w Wielkiej Brytanii.

## Posłowie według list wyborczych
Postępowa Słowacja i SPOLU
- Vladimír Bilčík (SPOLU)
- Martin Hojsík (PS)
- Jozef Mihál (SPOLU), poseł do PE od 26 października 2023
- Michal Wiezik (SPOLU)

Kierunek – Socjalna Demokracja
- Monika Beňová
- Robert Hajšel
- Katarína Roth Neveďalová, poseł do PE od 30 grudnia 2022

Partia Ludowa Nasza Słowacja
- Miroslav Radačovský
- Milan Uhrík

Ruch Chrześcijańsko-Demokratyczny
- Ivan Štefanec
- Miriam Lexmann, poseł do PE od 1 lutego 2020 (objęcie mandatu było zawieszone do czasu brexitu)

Wolność i Solidarność
- Lucia Ďuriš Nicholsonová
- Eugen Jurzyca

Zwyczajni Ludzie
- Peter Pollák

Byli posłowie IX kadencji do PE
- Miroslav Číž (Kierunek – Socjalna Demokracja), do 29 grudnia 2022, zgon[2]
- Michal Šimečka (PS-SPOLU, z rekomendacji PS), do 24 października 2023